# Senado de Kazajistán
El Senado de Kazajistán (en kazajo Қазақстан Парламентінің Сенаты, Qazaqstan Parlamentiniń Senaty) es la cámara alta que, junto con el Mazhilis, conforman el Parlamento de Kazajistán.
Está compuesto por miembros elegidos: dos de cada región, la ciudad de importancia republicana (Almaty) y la ciudad capital de la República de Kazajistán en sesiones conjuntas de los miembros de todos los órganos representativos de las regiones respectivas, ciudad de importancia republicana y La ciudad capital de la República.
Los miembros del Senado son elegidos por sufragio indirecto mediante votación secreta. La mitad de los miembros electos del Senado están disponibles para elecciones cada tres años. Diez miembros son nombrados por el presidente de Kazajistán con el fin de garantizar la representación de todos los diversos componentes nacionales y culturales de la sociedad. 
De acuerdo con las normas constitucionales en el Parlamento de la quinta convocatoria, los miembros del Senado elegidos en 2011 y 2014 y los nombrados por el presidente de la República de Kazajistán en 2011 y 2013 continúan en el cargo.
El mandato de los miembros del Senado es de 6 años. 

## Poderes del Senado

### Sesiones conjuntas del Senado y Mazhilis
De acuerdo con la Constitución y la Ley Constitucional "Sobre el Parlamento de la República de Kazajstán", el Parlamento en las sesiones conjuntas de las Cámaras:
- hacer enmiendas y adiciones a la Constitución a propuesta del Presidente de la República de Kazajistán;
- aprobar los informes del Gobierno y el Comité de Cuentas sobre la ejecución del presupuesto republicano. Si el parlamento no aprueba el informe del Gobierno sobre la implementación del presupuesto republicano, significa una moción de voto de desconfianza del Parlamento contra el Gobierno;
- tienen el derecho de delegar poderes legislativos por un período que no exceda un año al Presidente por dos tercios de los votos del número total de diputados de cada Cámara a iniciativa del Presidente;
- decidir cuestiones de guerra y paz;
- adoptar decisiones sobre el uso de las Fuerzas Armadas de la República para cumplir obligaciones internacionales en apoyo de la paz y la seguridad a propuesta del Presidente de la República;
- escuchar mensajes anuales del Consejo Constitucional de la República sobre el estado de la legalidad constitucional en la República;
- formar comisiones conjuntas de las Cámaras; elegir y liberar de su cargo a sus presidentes; escuchar informe sobre la actividad de las comisiones;
- ejercer otros poderes asignados al Parlamento por la Constitución.[1]

### Sesiones separadas del Senado y Mazhilis
El Parlamento en sesiones separadas de las Cámaras a través de la consideración consecutiva de asuntos primero en los Mazhilis y luego en el Senado adoptará leyes y leyes constitucionales, y deberá:
- aprobar el presupuesto de la república, hacer enmiendas y adiciones;
- establecer y eliminar tasas e impuestos estatales;
- establecer el procedimiento que trata las cuestiones de la división administrativo-territorial de Kazajistán;
- instituir premios estatales, títulos honoríficos, militares y de otro tipo, posiciones clasificadas, rangos diplomáticos de la República de Kazajistán y definir símbolos estatales de la República;
- decidir cuestiones de préstamos estatales y prestación de asistencia económica y de otro tipo por parte de la República;
- emitir actos de amnistía a los ciudadanos;
- ratificar y denunciar tratados internacionales de la República.

También deberá:
- discutir informes sobre la ejecución del presupuesto de la república;
- conducir una segunda ronda de discusiones y votaciones sobre proyectos de ley y artículos separados que estaban sujetos a la objeción del Presidente;
- presentó una iniciativa llamando al referéndum nacional.[1]

### Poderes exclusivos del Senado del Parlamento
Lo siguiente pertenecerá a la jurisdicción exclusiva del Senado:
- elección y destitución del cargo de presidente del Tribunal Supremo y jueces del Tribunal Supremo de la República a propuesta del presidente de la República de Kazajistán y su juramento;
- aprobación del nombramiento del fiscal general y del presidente del Comité de Seguridad Nacional por el presidente de la República de Kazajistán;
- asumiendo todas las funciones del Parlamento de la República al adoptar leyes constitucionales y leyes en el período de ausencia temporal de los Mazhilis luego de su disolución anticipada (en dos ocasiones el Senado asumió todas las funciones del Parlamento al adoptar leyes y leyes constitucionales: del 21 de junio al 11 de julio de 2007 y del 16 de noviembre de 2011 al 19 de enero de 2012);
- Ejercer otros poderes asignados al Senado del Parlamento por la Constitución.[1]

### Autoridades especiales del Senado del Parlamento
Cada Cámara independientemente sin participación de otra Cámara deberá:
- nombrar a dos miembros del Consejo Constitucional; nombrar a dos miembros por un período de cinco años para la Comisión Electoral Central y tres miembros del Comité de Cuentas para el control sobre la implementación del presupuesto republicano;
- terminar los poderes de los miembros de las Cámaras;
- celebrar audiencias parlamentarias sobre los asuntos de su jurisdicción;
- escuchar informes de miembros del Gobierno de la República sobre los temas de sus actividades;
- establecer órganos de coordinación y trabajo de las Cámaras;
- adoptar las reglas de sus actividades y otras decisiones sobre los asuntos relacionados con la organización y los procedimientos internos de las Cámaras.[1]

## Presidente del Senado
El Presidente del Senado es una persona elegida por el Senado entre los miembros de la Cámara por una mayoría secreta de votación del número total de diputados de la Cámara. La candidatura para el cargo de Presidente del Senado es nominada por el presidente de la República de Kazajistán.
Dariga Nazarbayeva es el actual Presidente del Senado.
Hay dos vicepresidentes del Senado (actualmente Kairat Ischanov y Askar Beisenbayev)

## Presidentes del Senado
| Nombre                | Asumió el cargo        | Dejó el cargo           | Notas |
| --------------------- | ---------------------- | ----------------------- | ----- |
| Omirbek Baigeldy      | 30 de enero de 1996    | 30 de noviembre de 1999 | [ 3 ] |
| Oralbay Abdykarimov   | 1 de diciembre de 1999 | 10 de marzo de 2004     | [ 3 ] |
| Nurtai Abykayev       | 10 de marzo de 2004    | 11 de enero de 2007     | [ 3 ] |
| Kassym-Jomart Tokayev | 11 de enero de 2007    | 15 de abril de 2011     | [ 3 ] |
| Kairat Mami           | 15 de abril de 2011    | 16 de octubre de 2013   | [ 3 ] |
| Kassym-Jomart Tokayev | 16 de octubre de 2013  | 20 de marzo de 2019     |       |
| Dariga Nazarbayeva    | 20 de marzo de 2019    | Titular                 |       |

## Derechos, requisitos y responsabilidades de los senadores
Un miembro del Parlamento debe ser ciudadano de la República de Kazajistán que haya sido residente permanente en su territorio durante los últimos diez años.
Para ocupar cargos, los senadores deben tener al menos 30 años de edad con educación superior y 5 años de experiencia laboral, residiendo permanentemente en el territorio de la región en particular, la ciudad de importancia republicana o la capital de la República durante al menos 3 años.
Los poderes de un miembro del Parlamento comienzan desde el momento de su registro como miembro del Parlamento por la Comisión Electoral Central de la República.
En la primera sesión del Parlamento en la sesión conjunta de sus cámaras, los parlamentarios juraron ante el pueblo de Kazajistán: "Juro solemnemente servir verdaderamente al pueblo de Kazajistán, para fortalecer la integridad y la independencia de la República de Kazajistán, para cumplir estrictamente con su Constitución y leyes, para llevar a cabo honestamente los altos deberes de un diputado que me asignaron ».
La administración del juramento la realiza el Presidente en una ceremonia en presencia de miembros del Gobierno, el Consejo Constitucional, jueces de la Corte Suprema, expresidentes de la República.
Los senadores, junto con todos los demás parlamentarios, deben participar en el trabajo del Parlamento y sus órganos; solo pueden votar en persona.
El miembro del Senado ejerce el derecho de un voto decisivo sobre todos los asuntos considerados en las sesiones del Parlamento y sus cuerpos de los cuales él / ella es miembro.
Los senadores tienen los derechos de:
- elegir y ser elegido para los órganos de trabajo del Parlamento y el Senado;
- hacer propuestas y comentarios sobre la agenda de la sesión, el procedimiento y el contenido de los temas discutidos;
- expresar opinión sobre las nominaciones elegidas o designadas por el Senado del Parlamento o dar su consentimiento para los nombramientos realizados por el Parlamento y el Senado;
- presentar propuestas a la Mesa de la Cámara con respecto a cuestiones en una sesión conjunta de las Cámaras del Parlamento y en una sesión del Senado del Parlamento y, si sus propuestas son rechazadas, presentarlas para su consideración por el Senado;
- presentar cuestiones para su consideración en las reuniones de los órganos de trabajo del Parlamento y del Senado del Parlamento;
- proponer que los funcionarios rindan cuentas ante las cámaras del Parlamento en una sesión conjunta del Parlamento;
- hacer consultas MP en el orden establecido por la ley;
- participar en debates, hacer consultas a los oradores, y también al presidente;
- presentar argumentos sobre su voto a favor de ciertas enmiendas y compartir información;
- hacer enmiendas a los proyectos de ley, resoluciones, otros decretos aceptados por el Parlamento;
- informar a los miembros del Parlamento sobre los llamamientos de importancia pública de los ciudadanos;
- ver textos de discursos de parlamentarios en informes abreviados y actas de la sesión del Parlamento;
- solicitar información y documentos necesarios para su actividad a los organismos y funcionarios estatales; los organismos y funcionarios estatales deberían proporcionar a los parlamentarios los documentos y materiales solicitados con la consideración de los secretos protegidos por la ley;
- ejercer otros poderes de acuerdo con la presente Ley Constitucional de la República de Kazajistán "sobre el Parlamento de la República de Kazajistán y el estado de los diputados", las normas del Parlamento y de sus cámaras.

## Actividades parlamentarias
Los comités permanentes del Senado dentro del alcance de su competencia son libres de elegir formas y métodos de actividad, interactuar con organismos estatales y sindicatos públicos, examinar y tener en cuenta la opinión pública, celebrar audiencias parlamentarias, horarios gubernamentales, conferencias, mesas redondas, reuniones , presentaciones y otros eventos parlamentarios.
Los comités del Senado celebran sesiones de visita en todas las regiones para examinar la opinión pública sobre los proyectos de ley que están siendo considerados por el Parlamento y otras cuestiones urgentes.
Los parlamentarios visitan trimestralmente sus regiones u otras y se reúnen con diferentes grupos de personas, se familiarizan con la situación en el campo, responden las preguntas de los ciudadanos, comentan las principales disposiciones de las leyes aprobadas por el Parlamento.

### Comités permanentes
- Comité de Legislación Constitucional, Sistema Judicial y Organismos de Aplicación de la Ley
- Comité de Finanzas y Presupuesto
- Comisión de Relaciones Internacionales, Defensa y Seguridad
- Comisión de Desarrollo Económico y Emprendimiento
- Comisión de Desarrollo Social y Cultural y Ciencia
- Comité de Explotación de Recursos Naturales y Desarrollo de Zonas Rurales

## Consultas y preguntas de los diputados
La consulta de los parlamentarios es una solicitud oficial dirigida en sesiones conjuntas y separadas de las Cámaras del Parlamento a funcionarios estatales para obtener información sobre asuntos específicos relacionados con la competencia de este organismo o de un funcionario.
Miembro del Senado tiene el derecho de hacer una consulta al primer ministro y al Gobierno, presidente del Banco Nacional, presidente y miembros de la Comisión Electoral Central, fiscal general, presidente del Comité de Seguridad Nacional de la República de Kazajistán, presidente y miembros del comité de Cuentas para el control sobre la ejecución del presupuesto republicano.
Hasta ahora, los miembros del Senado han realizado más de mil consultas sobre diversos temas de la vida pública y estatal.

## Actividades internacionales del Senado
La participación del Parlamento en la actividad internacional de Kazajistán y la participación de los parlamentarios en la identificación y aplicación de la política exterior de nuestro país ha aumentado significativamente.
Los senadores participan activamente en el trabajo de organizaciones interparlamentarias como la Asamblea Interparlamentaria de Estados miembros de la Comunidad de Estados Independientes, la Asamblea Interparlamentaria de la Comunidad Económica Euroasiática, las Asambleas Parlamentarias de la OTSC, la Asamblea Parlamentaria de la OSCE, la Unión Interparlamentaria, la Unión Europea Parlamento, Asamblea Parlamentaria del Consejo de Europa, Asamblea Parlamentaria de la OTAN, Turk PA.
El Senado del Parlamento realiza una contribución significativa a la actividad de las organizaciones interparlamentarias y la promoción del diálogo interparlamentario, al mejorar la integración de Kazajistán en la comunidad mundial, aumentar su papel y capacidad para configurar el proceso de toma de decisiones de acuerdo con sus intereses nacionales.
Participación del Senado del Parlamento en organizaciones parlamentarias internacionales:
- Asamblea Parlamentaria de la Organización para la Seguridad y la Cooperación en Europa (OSCE PA)
- Asamblea Parlamentaria del Consejo de Europa (PACE)
- Unión Interparlamentaria (UIP)
- Asamblea Parlamentaria de la Organización del Tratado del Atlántico Norte (OTAN PA)
- Asamblea Interparlamentaria de Estados miembros de la Comunidad de Estados Independientes (IPA CIS)
- Asamblea Interparlamentaria de la Comunidad Económica Euroasiática (IPA EurAsEC)
- Asamblea Parlamentaria de la Organización del Tratado de Seguridad Colectiva (PA CSTO)
- Unión Parlamentaria de la Organización de Cooperación Islámica (OIC PU)
- Foro Asiático de Parlamentarios sobre Población y Desarrollo (AFPPD)
- Asamblea Parlamentaria Asiática (APA)
- Asamblea parlamentaria de países de habla turca (TurkPA)
- Comisión de Cooperación Parlamentaria "República de Kazajistán - Unión Europea" (CCP RK-UE)
- El Senado ha formado 1 comisión y 44 grupos de amistad con parlamentos de otros países.